# Africans subsaharians a Alemanya
Els afroalemanys o alemanys negres són la comunitat negroafricana de la diàspora que hi ha a alemany. Algunes ciutats com Hamburg i Berlín tenen comunitats importants d'africans subsaharians, així com de famílies mixtes. En els últims anys aquestes comunitats també són visibles a ciutats com Frankfurt o Colònia.

## Història
Es té coneixement de què hi ha africans al territori de l'actual alemanya des dels temps de l'Imperi Romà

### Sacre Imperi Romanogermànic

l'escut d'armes de Coburg, el 1493

Al 926, el nubi Maurici d'Agaunum va esdevenir un sant patró dels emperadors del Sacre Imperi i aquest ha estat honorat en diverses escultures i imatges arreu d'Alemanya: per exemple, és la figura central de l'escut d'armes de la ciutat de Coburg.

## Afroalemanys a Alemanya des de 1600
Els primers traficants d'esclaus, missioners i viatgers alemanys van arribar a l'Àfrica al voltant del 1600. Els primers africans que van portar al seu país treballaven ajudant a les cases o als negocis. La majoria d'aquests vivien en condicions similars als treballadors alemanys. Anton Wilhelm Amo, nascut a Ghana, va esdevenir el primer africà que va anar a una universitat europea durant la dècada dels anys vint del segle xviii. Va estudiar filosofia, patrocinat per un duc alemany.

### Afroalemanys entre 1884 i 1945
L'època de l'imperialisme alemany va culminar amb l'imperi Alemany. A la Conferència de Berlín del 1884 sobre el Congo, hi van acudir la majoria de potències de l'època. Àfrica va ser dividida entre els poders europeus. La constitució de l'Imperi Colonial Alemany va fer que un gran nombre d'africans anessin a Alemanya a aquella època. Les colònies germàniques demandaven especialistes nadius per a treballar a l'economia i a l'administració colonial. Molts joves africans van entrar a Alemanya per a rebre educació. Alguns d'aquests van rebre educació superior a les escoles i universitats alemanyes, però la majoria foren formats a Àfrica. Els africans tot sovint s'utilitzaven com intèrprets de llengües africanes als centres de recerca de l'Àfrica germànica o a Alemanya, així com per a protegir les tropes alemanyes. Aquests eren coneguts com els Àscaris.
Molts d'aquests africans, que van ser portats quan eren joves a Alemanya, van romandre-hi durant les seves vides adultes, i hi van establir les seves famílies.

#### Bastards de Renània
Quan els francesos van ocupar la Renània durant la Primera Guerra Mundial van utilitzar soldats africans en les seves forces. Els bastards de Renània era la denominació que va utilitzar l'Alemanya nazi per a anomenar els nens descendents de la barreja d'alemanys i africans, que van patir molta discriminació racial. D'acord amb les teories racistes dels nazis, aquests representaven una minoria inferior. Per tant, eren susceptibles d'una campanya d'esterilització per a evitar que, amb el temps, es barregessin amb la població general i es difonguessin i es barregés la seva genètica amb altres membres de la societat alemanya.

#### República de Weimar
Després de la desfeta d'Alemanya posterior a la Primera Guerra Mundial, els britànics i els francesos van passar a controlar les seves colònies africanes. La situació pels afroalemanys i les seves famílies va canviar. Per exemple, els africans posseïen un carnet d'identitat de l'Alemanya colonial. Després del Tractat de Versalles, els africans haurien d'esdevenir ciutadans dels nous estats que manaven sobre els seus territoris. Tot i això, la majoria d'afroalemanys preferien quedar-se a Alemanya.
Entre les nombroses activitats polítiques dels africans, van fundar una revista bilingüe que es va distribuir a Alemanya i a Duala, titulada "Elolombe ya Cameroon" (Sol de Camerun). També es va establir un grup d'africans en la secció germànica de l'organització dels drets humans que tenia la base a París: "The German section of the League to the Defense of the Negro Race".
Molts dels africans que vivien a Alemanya durant la Gran Depressió, no van obtenir compensacions per l'atur. També tingueren alguns problemes amb estrangeria.

#### L'Alemanya nazi
Les condicions dels afrogermans i les seves famílies van empitjorar molt durant la dictadura nacionalsocialista. Els afroalemanys naturalitzats van perdre els seus passaports. Les condicions de treball i els viatges es van tornar extremadament difícils pels músics, els treballadors del circ i els actors negres. Als afroalemanys els era impossible trobar o mantenir els seus treballs, a causa de la propaganda nazi.
Els polítics de l'Alemanya nazi i les seves autoritats veien els afroalemanys com extremadament contradictoris i irracionals. Hi va haver discussions secretes entre els funcionaris nazis que van especular sobre la possibilitat de guanyar-se els africans, fent propaganda pro-germànica, ja que van planificar una Àfrica colonial sota el domini alemany. La legislació va planificar un sistema semblant a l'apartheid, en el que s'inclourien lleis sobre l'esclavitud i que donarien un passaport als africans. L'Alemanya nazi mai va aconseguir el seu somni colonial.
Els afroalemanys, van ser objecte del racisme nazi. Van ser reclosos en camps de concentració i els van esterilitzar. A pesar d'aquestes circumstàncies, els afroalemanys van rebre algunes formes de solidaritat i suport per part d'alemanys durant aquests anys.

### Afroalemanys a Alemanya des de 1945
La fi de la Segona Guerra Mundial va portar l'ocupació de les forces aliades del territori alemany, en les que hi havia nombrosos soldats afroamericans o d'ascendència africana. Més de 100.000 soldats dels Estats Units van romandre en territori alemany. Alguns d'aquests van establir les seves vides a Alemanya i alguns hi van portar les seves famílies o van fundar noves famílies.
Des de finals de la dècada dels 80 del segle xx, Alemanya ha rebut un gran nombre d'exiliats i immigrants africans.

## Alemanya actual

### Polítics i vida social
- Hans Massaquoi: Periodista. Ha escrit sobre la seva infància en l'Alemanya nazi.

### Art, cultura i música
La vida cultural dels afroalemanys és molt complexa. Amb l'emergència de l'MTV i el canal Viva s'ha incrementat l'etnificació globalitzada i la cultura pop americana és present a la cultura i als mitjans de comunicació alemanys.
A Alemanya s'han multiplicat els premis i concursos que han tingut com a objectiu als afroalemanys o als africans en general:
El Premi May Ayim -el primer premi internacional de literatura negra d'Alemanya- premia la cultura negra germànica. El premi d'escultura "Black Germania". També hi ha premis pel panafricanisme i per la diàspora negra.
Entre d'altres, a Alemanya hi ha els següents músics de rap:
- Advanced Chemistry i "Fremd im eigenen Land"
- Afrob
- D-Flame
- Samy Deluxe
- Manuellsen
- Cassandra Steen
- Kalusha
- Haddaway
- Taktlo$$
- Deso Dogg
- Harris
- DJ Desue
- Tyron Rickets
- Jonesmann
- Chima
- Torch
- B-Tight

Cantants de Rythm and blues:
- Joy Denalane
- Nadja Benaissa
- Francisca Urio
- Shemario Winfrey
- Mark Medlock
- Jessica Wahls
- Rob Pilatus

Músics de rock:
- Joachim Deutschland

#### Cinema
La SFD - Schwarze Filmschaffende in Deutschland (Artistes de cinema negres a Alemanya) és una associació professional que té la base a Berlín i que agrupa a directors, productors, guionistes i actors afroalemanys o d'origen africà que viuen a Alemanya.
- Liz Baffoe
- Carol Campbell (actriu)
- Anne Benza-Madingou (escriptor)
- Araba Walton (actriu)
- Nisma Cherrat (actriu)
- Philippa Ebéné (escriptor)
- Winta Yohannes (director)

### Esport
- Otto Addo
- Dennis Aogo
- Stephan Arigbabu
- Gerald Asamoah
- Anthony Baffoe
- Collin Benjamin
- Jérôme Boateng
- Kevin-Prince Boateng
- Jerome Crews
- Célia Okoyino da Mbabi
- Bakary Diakite
- Matthias Fahrig
- Rodrique Funke
- Kamghe Gaba
- Demond Greene
- Jimmy Hartwig
- Jermaine Jones
- Steffi Jones
- Erwin Kostedde
- Ademola Okulaja
- Navina Omilade
- Patrick Owomoyela
- David Odonkor
- Robin Szolkowy
- Assimiou Toure